# Blåskimmelost
Blåskimmeloste fremstilles som blød ost. Foruden den normale mesofile bakteriekultur ("syrevækker"), tilsættes en kultur af blåskimmel (Penicillium roqueforti). Før modningen prikkes huller med nåle gennem osten. Derved kan blåskimlen (som er iltkrævende) vokse inde i osten.
Eksempler på blåskimmelost er
- Stilton (England)
- Gorgonzola (Italien)
- Roquefort (Frankrig)
- Danablu (Danmark)
- Niva (Tjekkiet)

Stilton, Gorgonzola og Roquefort er beskyttede oprindelsesbetegnelser i EU, Danablu beskyttet geografisk betegnelse og Tjekkiet har en løbende ansøgning om beskyttet oprindelsesbetegnelse for Jihočeská Niva og Jihočeská Zlatá Niva.